# Stazione meteorologica di Francoforte sul Meno
La stazione meteorologica di Francoforte sul Meno è la stazione meteorologica di riferimento per il servizio meteorologico tedesco e per l'Organizzazione Mondiale della Meteorologia, relativa alla città di Francoforte.

## Coordinate geografiche
La stazione meteorologica è situata in Germania, nel land dell'Assia, presso l'aeroporto di Francoforte sul Meno, a 111 metri s.l.m. e alle coordinate geografiche 50°02′N 8°21′E.

## Dati climatologici
Secondo i dati medi del trentennio 1961-1990, la temperatura media del mese più freddo, gennaio, si attesta a +1,4 °C, mentre quella del mese più caldo, luglio, è di +19,3 °C.

Le precipitazioni medie annue sono di poco superiori ai 600 mm, distribuite mediamente in 109 giorni, con un moderato picco in estate e un minimo relativo tra l'inverno e l'inizio della primavera   .
| Francoforte sul Meno | Mesi | Mesi | Mesi | Mesi | Mesi | Mesi | Mesi | Mesi | Mesi | Mesi | Mesi | Mesi | Stagioni | Stagioni | Stagioni | Stagioni | Anno  |
| Francoforte sul Meno | Gen  | Feb  | Mar  | Apr  | Mag  | Giu  | Lug  | Ago  | Set  | Ott  | Nov  | Dic  | Inv      | Pri      | Est      | Aut      | Anno  |
| -------------------- | ---- | ---- | ---- | ---- | ---- | ---- | ---- | ---- | ---- | ---- | ---- | ---- | -------- | -------- | -------- | -------- | ----- |
| T. max. media (°C)   | 4,0  | 5,6  | 10,4 | 14,5 | 19,5 | 22,3 | 24,8 | 24,8 | 20,1 | 14,0 | 7,7  | 5,0  | 4,9      | 14,8     | 24,0     | 13,9     | 14,4  |
| T. min. media (°C)   | −1,3 | −1,2 | 1,9  | 4,1  | 8,4  | 11,7 | 13,7 | 13,4 | 10,1 | 6,0  | 2,1  | 0,0  | −0,8     | 4,8      | 12,9     | 6,1      | 5,7   |
| Precipitazioni (mm)  | 42,5 | 37,1 | 47,6 | 42,8 | 60,2 | 60,6 | 64,9 | 52,9 | 50,0 | 54,6 | 51,8 | 55,7 | 135,3    | 150,6    | 178,4    | 156,4    | 620,7 |
| Giorni di pioggia    | 10   | 7    | 9    | 9    | 10   | 10   | 9    | 8    | 8    | 9    | 10   | 10   | 27       | 28       | 27       | 27       | 109   |

## Temperature estreme mensili dal 1934 in poi
Nella tabella sono indicate le temperature estreme mensili registrate dal 1934 in poi con il relativo anno in cui sono state registrate. La temperatura massima assoluta finora registrata è di +40,1 °C risalente al 25 luglio 2019, mentre la temperatura minima assoluta finora rilevata è di -27,2 °C ed è datata 19 gennaio 1940.
| Francoforte sul Meno (1934-2023) | Mesi         | Mesi         | Mesi         | Mesi        | Mesi        | Mesi        | Mesi        | Mesi        | Mesi        | Mesi        | Mesi         | Mesi         | Stagioni | Stagioni | Stagioni | Stagioni | Anno  |
| Francoforte sul Meno (1934-2023) | Gen          | Feb          | Mar          | Apr         | Mag         | Giu         | Lug         | Ago         | Set         | Ott         | Nov          | Dic          | Inv      | Pri      | Est      | Aut      | Anno  |
| -------------------------------- | ------------ | ------------ | ------------ | ----------- | ----------- | ----------- | ----------- | ----------- | ----------- | ----------- | ------------ | ------------ | -------- | -------- | -------- | -------- | ----- |
| T. max. assoluta (°C)            | 16,0 (2023)  | 19,1 (2019)  | 24,7 (1968)  | 30,3 (1949) | 33,2 (2017) | 39,3 (2019) | 40,1 (2019) | 38,7 (2003) | 33,3 (1947) | 28,0 (1985) | 22,6 (2020)  | 17,6 (2022)  | 19,1     | 33,2     | 40,1     | 33,3     | 40,1  |
| T. min. assoluta (°C)            | −27,2 (1940) | −20,0 (1942) | −13,0 (1971) | −7,1 (1986) | −3,9 (1942) | 0,1 (1975)  | 2,8 (1984)  | 2,5 (1978)  | −2,8 (1939) | −6,3 (1950) | −11,5 (1956) | −25,0 (1939) | −27,2    | −13,0    | 0,1      | −11,5    | −27,2 |